# Блинов, Юрий Николаевич
Ю́рий Никола́евич Блино́в (род. 3 февраля 1946) — советский легкоатлет, специалист по бегу на короткие дистанции. Выступал на всесоюзном уровне в 1960-х и 1970-х годах, чемпион СССР в эстафете 4 × 100 метров, бронзовый призёр Спартакиады народов СССР, победитель первенств всесоюзного и всероссийского значения. Представлял Ленинград и спортивное общество «Локомотив».

## Биография
Юрий Блинов родился 3 февраля 1946 года. Занимался лёгкой атлетикой в Ленинграде под руководством тренера В. Ф. Васильева, выступал за добровольное спортивное общество «Локомотив».
Первого серьёзного успеха на всесоюзном уровне добился в сезоне 1965 года, когда на чемпионате СССР в Алма-Ате с партнёрами по ленинградской команде Эдвином Озолиным, Борисом Савчуком и Николем Политико одержал победу в зачёте эстафеты 4 × 100 метров.
В 1967 году на чемпионате страны в рамках IV летней Спартакиады народов СССР в Москве стал бронзовым призёром в эстафете 4 × 100 метров.
В 1968 году на чемпионате СССР в Ленинакане установил свой личный рекорд в беге на 100 метров (10,2), но в число призёров не попал.
В 1969 году на чемпионате СССР по эстафетному бегу в Ужгороде получил серебро в эстафете 4 × 100 метров.
На чемпионате СССР 1970 года в Минске в программе эстафеты 4 × 100 метров взял бронзу.
По итогам сезона 1973 года с результатом 10,4 ещё входил в число 25 лучших легкоатлетов СССР в беге на 100 метров.